# Батино (Калининский район)
Ба́тино — пригородная деревня в Калининском районе Тверской области. Относится к Черногубовскому сельскому поселению.
Расположена к северу от Твери, с трёх сторон окружена городской территорией. К северу — посёлок Литвинки, к югу — посёлок Соминка.
В 1997 году — 12 хозяйств, 20 жителей. В 2002 году — 34 жителя.
В 2014 году на землях деревни, ранее принадлежавших совхозу «Калининское», начато возведение многоэтажного жилого района «Новый город». Новые дома зачисляются по улице Сергея Есенина (деревня Батино). По состоянию на 2017 год, построено три десятиэтажных дома, еще один — в стадии строительства.